# Ольховатский сельский совет (Кобелякский район)
Ольховатский сельский совет (укр. Вільховатська сільська рада) — входит в состав
Кобелякского района
Полтавской области
Украины.
Административный центр сельского совета находится в 
с. Ольховатка.

## Населённые пункты совета
- с. Ольховатка
- с. Деменки
- с. Панское
- с. Левобережная Соколка
- с. Проскуры